# Асаф Хол
Асаф Хол Трећи (енгл. Asaph Hall III; Гошен, 15. октобар 1829 — Анаполис, 22. новембар 1907) био је амерички астроном, најпознатији по открићу природних сателита Марса – Фобоса и Дејмоса – 1877. године. Такође је тачно одредио орбите природних сателита других планета и двоструких звезда, период ротације Сатурна и масу Марса.
У његову част названи су кратери на Месецу (пречника 35 км) и Фобосу. Астероид 3299 Хол такође је назван по њему.